# ハドソン
株式会社ハドソン（英: Hudson Soft Company, Limited）は、かつて存在した日本のゲームソフト開発・販売会社。コナミ株式会社（現・コナミグループ）の完全子会社であった。

## 概要

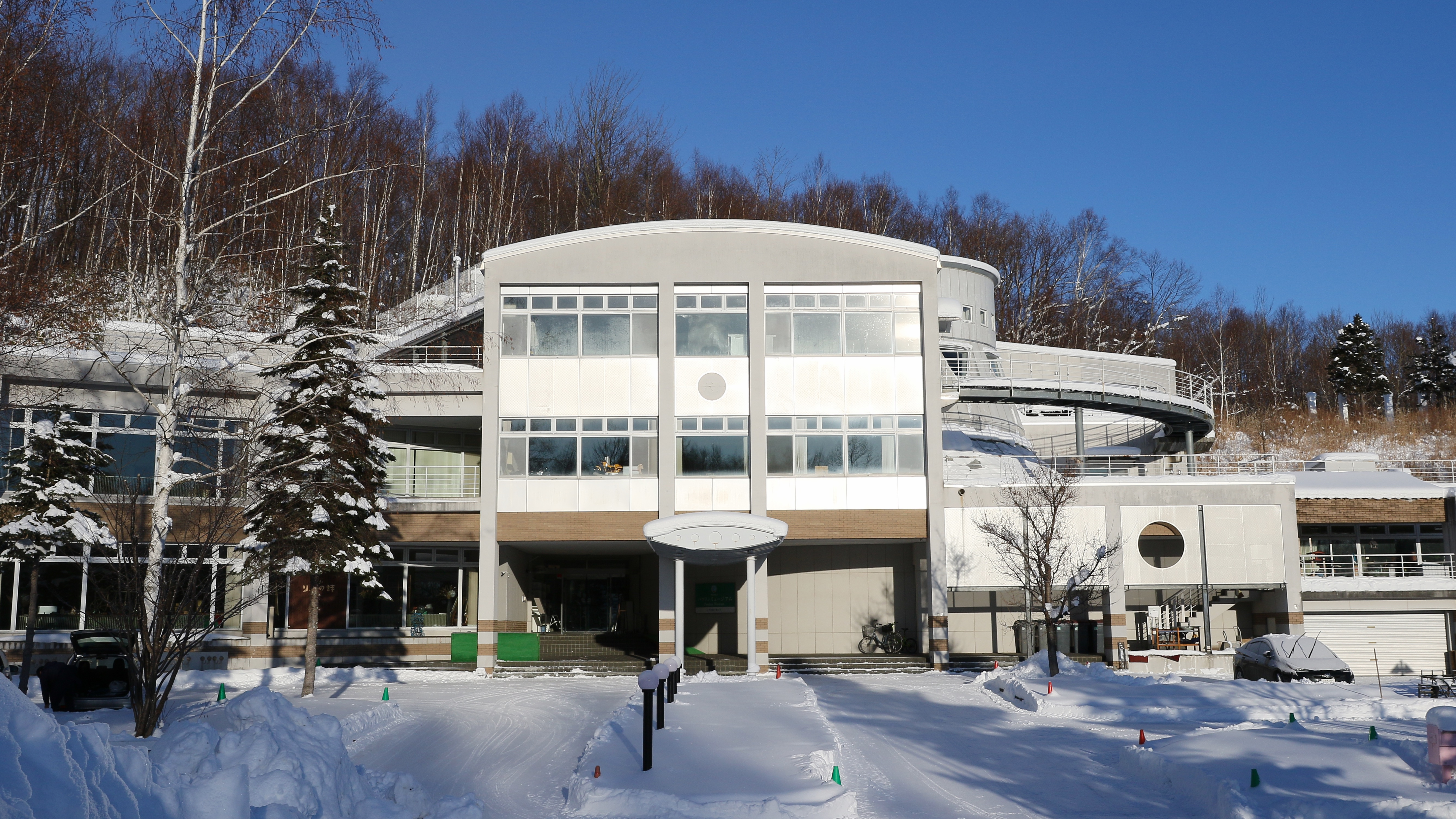
旧・ハドソン中央研究所

1973年5月18日、工藤裕司とその弟工藤浩により札幌市豊平区に通信機器と美術写真の販売を目的とした「有限会社ハドソン」として創業。同年9月にはアマチュア無線ショップCQハドソンを開店。
1970年代後半にパソコンのソフトウェアの制作で頭角を現し、1978年には日本で初めてパソコン用のゲームソフトウェアを販売した。1980年代初頭には高い技術力でパソコンソフトメーカーの大手となる。主にシャープのパソコン用にリリースされたBASICインタープリターであるHu-BASICや、X68000のOSであるHuman68kやそのグラフィカルのシェルであるビジュアルシェル等を開発していた。
任天堂がファミリーコンピュータを発表した際、まだブームになっていない時点から接近を図り、任天堂初のサードパーティとなった。以降家庭用ゲーム機向けソフト開発がメインとなる。自由な社風の元、独自の企画を行っていた。特に「ハドソン全国キャラバン」や「高橋名人」は人気児童誌で積極的にタイアップされたことから、当時の子供世代にとっては抜群の知名度を誇る。
一方で自社でのハード開発にも乗り出しており、日本電気ホームエレクトロニクス株式会社（現：日本電気株式会社）と組み、1987年にはハドソンが独自に設計開発したCPU、サウンドチップ、画像処理チップなどC62システムと呼ばれるHuC62シリーズを搭載した家庭用ゲーム機『PCエンジン』を発表、ソフトメーカーながら高い技術力の片鱗を見せた。1992年には将来を担う最新テクノロジーの研究開発部門として、芸術の森アートビレッジ内に「ハドソン中央研究所」を設立。1994年12月に発売した後継機種である次世代ゲーム機『PC-FX』の音源や動画処理などのチップセットもPCエンジンと同様にHuC62シリーズが採用された。
1997年にはトレーディングカードの企画・開発・販売事業に乗り出し、同年4月にパイロットショップ「フューチャービー」を開店する。
1997年11月にメインバンクの北海道拓殖銀行が破綻して以降は資金繰りが難航して経営が悪化した。2001年にコナミ（現：コナミグループ）が筆頭株主になり、2005年には子会社化。その後2011年にコナミの完全子会社になり、翌2012年にはコナミの「SNS分野におけるビジネスチャンス拡大に向け、グループのデジタルエンタテインメント事業の中核会社であるKDEに経営資源を集中し、より一層の連携強化を図る」という方針に伴い、KDEに吸収合併され、法人としてのハドソンは解散した。その後はブランド名としてハドソンの名が残されていたが、2013年年末に同ブランドが名実共に消滅する事となり、2014年1月よりコナミブランドに統一されている。

## 歴史

### ハドソン創業
サイドビジネスに失敗して帰郷
創業者の工藤裕司は北海道ニセコ町出身であり、日本大学理工学部在学中から行っていた、自ら撮影した蒸気機関車の写真を販売するサイドビジネス「グループハドソンプロダクション」をしながら、大学卒業後には名古屋でサラリーマンをしていた。
しかし上記のサイドビジネスにおいて、資金管理に関して無知だったために信頼していた人間に金を持ち逃げされるなどトラブルを多く抱え、本業も退社し、失意の内に帰郷することになった。
札幌にて兄弟で創業
1973年5月18日、札幌市豊平区に通信機器と美術写真の販売を目的とした、有限会社ハドソンとして創業。同年9月にアマチュア無線ショップCQハドソンを開店。当初は喫茶店を開業するつもりだったが、同一建物内で別の借り主が喫茶店を開業したため、急遽無線ショップに変更したとも言われている。
なお、上記のトラブルを踏まえ信用できる人間を使うという意味で、当時北海学園大学法学部2年生だった実弟の工藤浩を中退させ、経営サイドに引き込んでいる。ただし、アマチュア無線販売時代のハドソンはほぼ毎月赤字だった。
工藤が最も気に入っていた蒸気機関車「C-62（シーロクニ、シロクニ）」の車軸配置「車輪配置 4-6-4」の愛称、"ハドソン"がそのまま社名になった。また、ハドソンの代表電話の下４ケタは4622。ハドソン東京営業所の入り口が駅風の看板がある事も似たような理由がある。

### パソコンのソフトメーカー時代
パソコン＆ソフト事業のスタート
1970年代末、工藤裕司がアメリカでのホビーパソコンのブームを伝える雑誌記事を目にし、米国への視察旅行を行い、そこで高額なパソコン「POLY88」を購入し持ち帰った。無線機器の販売だけではなく、付加価値をつけた商売の必要性を感じたためであった。
その後、パソコンの販売はもとより、アメリカ視察で購入したパソコンで組んだソフトウェアの制作・販売を手掛けるようになり、1978年には日本で初めてパソコン用パッケージゲームソフトの開発・販売業務を行うようになる。当時は、同じ電子機器を扱っているからという理由で多くのアマチュア無線ショップがパソコン販売会社に鞍替えしていた。
ソフトウェアに関しては、当初はパソコンを購入した客が自力でプログラムを開発できない場合のおまけとしての存在だった。この時点のハドソンにはまだ開発用の機材がほとんど無く、顧客に販売するコンピュータを納品の前日にこっそり開梱しプログラムを打ち込み、当日朝には再度梱包して納品するという、ある種の自転車操業を行っていたこともある。なお、ソフトは店頭販売も行っていたが、ローカル都市の1ショップであり広告宣伝もさほど行っていなかったため、知る人ぞ知るという状況だった。
オリジナルソフトの通販で躍進
ショップは次第に、北海道大学の学生などを主とした札幌市内のパソコンマニアの溜まり場となった。後にハドソンに入社してボンバーマンの生みの親となる中本伸一など、一部の学生はアルバイトとして自らソフトを開発し、それらのソフトも店頭で販売するようになったが、「いつ潰れてもおかしくない資金繰り」だった。
しかし1979年、ハドソンが扱っていたパソコンの販売元シャープの勧めで、「月刊マイコン」（電波新聞社）昭和54年7月号にオリジナルソフトウェアの通信販売広告を掲載すると一転、郵便局員が毎日のように現金書留の詰まった白い袋を担いで来る状況になり、莫大な利益を得ることになった。当時のハドソン社内では郵便局員を「サンタクロース」と呼んでいた。
以降、パソコンソフト開発で高い技術力を発揮し精力的に作品を発表し、一躍ハドソンは日本を代表するパソコンソフトメーカーとしての認知を得る。ただし、当初は主にシャープのMZシリーズ、X1シリーズ用のBASIC（Hu-BASIC）などを手掛けており、日本で圧倒的な人気があったNECのPC-8000シリーズ用のソフトを開発していなかった。そのため、ハドソンの名前は当時のパソコンのライトユーザーには浸透していなかった。
ソフトバンクとの独占契約
1981年には孫正義率いるパソコンソフトの流通会社である日本ソフトバンクと独占契約を結び、上新電機を始めとする全国の主なパソコン販売店の店頭でソフトウェアが販売される体制を確立した。なおソフトバンクの歴史でハドソンの存在は必要不可欠と言われており、現在も孫は工藤兄弟を「恩人」と呼び、事ある毎に礼を欠かしていない。

### 家庭用ゲームソフトの開発
ファミコン市場への参入
1983年に任天堂が家庭用ゲーム機ファミリーコンピュータを発売。ハドソンはこの時期にファミコン向けBASIC言語「ファミリーベーシック」を共同開発した。これを契機にファミリーコンピュータ用ゲームソフト開発に乗り出す。
主にパソコンソフトの開発者をそのままファミコンソフトの開発担当としたため、ハドソンのパソコン事業は徐々に規模を縮小していくことになったが、この方針転換は、当時専務だった工藤浩がデパートの丸井今井札幌店（当時はハドソンのアンテナショップも置かれていた）にてファミコンの『ドンキーコング』を遊んでいる子供たちを見て、このゲーム機はいずれパソコンでのゲームを追い抜くと判断したことによるもので、創業者の工藤裕司もその判断を支持したためである。
事実上、初のサードパーティーとなったことで、初期参入会社と同様に、任天堂からソフトの年間発売制限数の緩和やロイヤリティなどの優遇措置を受けることになり、ハドソンはファミコン黎明期にヒット作を連発し、ファミコンのソフトメーカーとして一躍名を馳せる。
ヒット作を連発して大成功
他会社と決定的に違ったのは、社内に自由な空気があり、積極的に独自の企画を生み出したことである。全国各地を巡業するゲーム大会「ハドソン全国キャラバン」や、16連打でスイカを割る「高橋名人」は小学館の『コロコロコミック』を筆頭に児童誌でも大々的に取り上げられ、高橋を題材にした『高橋名人の冒険島』の他にも『忍者ハットリくん』や『ドラえもん』『ロードランナー』『桃太郎伝説』などが100万本以上のミリオンセラーを記録するなど、ファミコン人気を決定的なものにした。
PCエンジンには『原人シリーズ』や『桃太郎シリーズ』『天外魔境シリーズ』『ボンバーマンシリーズ』等の代表的な作品・シリーズだけでなく『R-TYPE』『イースI・II』など極めて完成度の高い移植も手掛けている。初めての分野や技術にも積極的に挑戦し、1988年12月には世界で初めてCD-ROMを媒体としたゲームソフトを開発・発売した他、2000年8月にはコンシューマーゲーム初のMORPG『ルーンジェイド』を発売した。
その他にも『スーパー桃太郎電鉄III』や『桃太郎電鉄7』がミリオンを達成したり、1998年の時点でボンバーマンシリーズが累計販売本数1000万本を突破するなど、様々なプラットフォームでゲームソフトを供給するソフトメーカーの雄として存在を示した。
2005年にコナミの子会社となった以後も吸収されるまでゲームソフトの供給を続けており、2008年発売のWii用ゲームソフト『DECA SPORTA Wiiでスポーツ"10"種目！』は全世界累計約277万本を販売し、以後シリーズ化された。

### 家庭用ゲーム機「PCエンジン」の開発
ハドソンは本来、技術者の集団ということもあり、任天堂のサードパーティーとして、ファミコンブームの立役者としての立場に甘んじる事無く、独自のハード作りにも乗り出した。
1987年に日本電気ホームエレクトロニクス（NEC HE）と共同開発した家庭用ゲーム機PCエンジンは、ハドソンが独自に設計開発したCPU、サウンドチップ、画像処理チップなどC62システムと呼ばれるHuC62シリーズを搭載しており、実質ハドソンが開発したゲーム機である。
PCエンジンは、当時のライバル機である任天堂のスーパーファミコン(全世界累計4,910万台)やセガのメガドライブ(全世界累計3,075万台)と、日本を含め世界市場で覇権争いを展開した。全世界累計の販売台数は1000万台を記録しており、ライバル機の売上には及ばないものの、競合をはるかに凌駕する「美麗なグラフィック」「高音質な楽曲・音声セリフ」「CD-ROMドライブによる大容量ゲーム」などを実現するなど、PlayStationやセガサターン/ハイサターン/Vサターンなどの次世代機の可能性を感じさせる一時代を築いた名機として、それなりの成功を収めた。
1994年12月に発売された、後継機種である次世代ゲーム機『PC-FX』の音源や動画処理などのチップセットも、PCエンジンと同様にHuC62シリーズが採用された。しかし当時、次々と発表された競合ハードであるPlayStation、セガサターン/ハイサターン/Vサターン、NINTENDO 64の3D性能に対抗すべく急遽PC-FXに搭載する予定だった3Dポリゴン用チップの開発が間に合わず、結果としてPCエンジンの延長線上である従来型の2Dゲーム路線のソフト開発がメインになってしまうなど、急速に発展する3Dゲーム市場からは後塵を拝してしまう。
本機を最後に、ハドソンはハード開発から撤退する事になったものの、長年NEC HE系列のファーストパーティー的な存在であり続けた。

### ゲーム関連分野や、それ以外の分野への進出
1991年にコンピュータプログラマー、デザイナーの養成を目的に「ハドソンコンピュータデザイナーズスクール株式会社」を設立し同スクールを開校、コンピュータゲームに関わる人材を養成していたが、1997年に同社を「株式会社フューチャービー（後に株式会社未来蜂歌留多商会に商号変更）」とし、トレーディングカードの企画・開発・販売事業に乗り出した。同年4月には東京都千代田区にあるサンポウ水道橋ビルの2階にトレーディングカードを扱うパイロットショップ「フューチャービー」を開店し、後に全国に展開された。
また1991年から札幌の老舗デパート丸井今井のデータウェアハウス構築に協力しており、その流通向けデータベース・マーケティングシステム開発のノウハウを活かしてデータウェアハウス用パッケージソフト「P2/S」を開発した。
1992年には札幌芸術の森アートビレッジ内に、将来を担う最新テクノロジーの研究開発部門であるハドソン中央研究所（コア・テクノロジー事業部）を設立し、ゲーム機用半導体開発、ゲーム開発環境の整備などを行っていた。その一方同研究所は1997年に育成散歩計「てくてくエンジェル」を開発し、日経産業新聞優秀賞を受賞。その他にも筑波大学の徳永隆治らと共同で画像圧縮技術「Hybrid Vector Quantization（HVQ）」及び動画圧縮技術「HVQM」を開発した。
さらに2002年には、日本ビクターと共同でCD-ROMコピー防止技術「ROOT」を開発する、株式会社イーブックイニシアティブジャパンと共同で独自のフォーマット形式の電子書籍を閲覧するソフトウェア「ebi.BookReader」を開発するなど、ゲーム業界だけではなく様々な業界に関わる技術開発を行っていた。

### メインバンクの経営破綻 ～ コナミの子会社化 ～ ハドソンブランドの終焉
1997年11月17日、メインバンクだった北海道拓殖銀行の経営破綻により資金繰りが悪化。2000年3月よりiモード用のゲームコンテンツ配信を開始するなど、携帯電話向けの事業に乗り出すが、経営状態は好転せず、2000年代に入ってコナミの資本が入るようになり、2004年には創業者が経営から完全に手を引き、2005年にはコナミの子会社となる。同時に特徴的であった「自由な社風」も社内から無くなった。
2007年に本社を東京ミッドタウンに移すがヒット作がほとんどなく、2008年には社長を退任した遠藤やマリオパーティシリーズのスタッフがエヌディーキューブに移籍。コナミの完全子会社になった2011年4月28日に発売した「デカスポルタ 3Dスポーツ」以降開発ラインナップに家庭用ゲーム機向けのタイトルが無くなったことで高橋名人が同年5月31日で退社。
さらに、『桃太郎シリーズ』のゲーム監督さくまあきらや、長年付き合いのあった桃太郎電鉄の開発チーム「Team Kawada」に在籍するハドソン社員の多くが退社したり、ハドソンを吸収合併したKDE-Jに在籍する社員との間に発生したトラブルにより、コナミとの確執を経て決別。事実上、桃太郎シリーズ打ち切りと同シリーズの著作権をコナミと他社に譲渡せず、一旦「永久に封印する」という事態が起きた。
そして翌2012年3月1日に、コナミの「SNS分野におけるビジネスチャンス拡大に向け、コナミグループのデジタルエンタテインメント事業の中核会社であるKDEに経営資源を集中し、より一層の連携強化を図る」という方針に伴い、KDEに吸収合併する形で法人としてのハドソンが消滅した。
なお、法人消滅後も当初は体裁上ハドソンブランドのサービスは継続されていたが、バーチャルコンソールでのラインナップの追加以外には目立った動きはあまりなく、2013年末をもってハドソンブランドが消滅。これらのアーカイブも全てコナミブランドに統一され、翌年の2014年元日付けでハドソンブランドの公式ホームページも閉鎖され、名実共に40年7か月の歴史に幕を下ろした。

### 旧ハドソンブランドのシリーズ展開
2014年にコナミブランドに統一された後から現在に至るまで、旧ハドソンブランドのシリーズ作品が新たに発売されている。ただし、ハドソンが開発・販売をしていた時とは携わっているスタッフが異なる場合が多く、現時点（2022年6月現在）ではいずれの作品も従来のシリーズとは路線の異なる部分が少なくない。
コナミブランド統一後（2014年以降）の各シリーズの展開については、各シリーズの記事を参照。

## 沿革
- 1973年（昭和48年）
  - 5月18日 - 工藤裕司・工藤浩が、札幌市豊平区にて通信機器の販売、美術写真の販売を目的に有限会社ハドソンを設立。
  - 9月 - アマチュア無線機器の販売店「CQハドソン」を開店。
- 1975年（昭和50年）9月 - パソコン用機器の販売を開始。
- 1978年（昭和53年）3月 - 日本で初めてパソコン用パッケージゲームソフトの開発・販売を開始。
- 1982年（昭和57年） 3月 - 東京事業所（東京都千代田区麹町）開設。
- 1984年（昭和59年）
  - 7月 - 初のサードパーティとしてファミリーコンピュータ用ソフト・周辺機器の開発・販売を開始。
  - 10月 - 株式会社メディアを買収、同社を「株式会社ハドソン販売」に商号変更[26]。
  - 11月 - 有限会社ハドソンから株式会社ハドソンへ組織変更。
- 1985年（昭和60年）
  - 6月 - 東京事業所、新宿区市谷田町へ移転。
  - 7～8月 - 第1回TDKファミコン全国キャラバン大会開催。
  - 12月20日 - ファミコン用ソフト『ボンバーマン』を発売。以後シリーズ化。
- 1986年（昭和61年）
  - 3月 - 株式会社ハドソン（法律上の消滅会社、実質上の存続会社）、株式会社ハドソン（法律上の存続会社、本店札幌市北区、休眠会社を合併し商号変更したもの）及び株式会社ハドソン販売の三社合併[26]。
  - 9月12日 - ハドソン所属のファミコン名人・高橋名人をキャラクターに起用した『高橋名人の冒険島』を発売。以後シリーズ化。
  - 10月3日 - 高橋名人を題材にしたテレビアニメ『Bugってハニー』が日本テレビ系列他にて放送開始。
- 1987年（昭和62年） 
  - 7月 - 「シュウォッチ」発売。
  - 7月 - 独自のLSIを含む「C62システム」を開発。NECホームエレクトロニクスとゲーム機「PCエンジン」を共同開発。
  - 9月 - PCエンジン用ソフトの開発・販売を開始。
  - 10月26日 - ハドソン初のRPGであるファミコン用ソフト『桃太郎伝説』を発売。以後桃太郎シリーズとしてシリーズ化。
- 1988年（昭和63年）
  - 7月 - コンピュータソフトの商標権・版権管理を目的に「ハニービー音楽出版株式会社」を設立。
  - 12月 - R&D業務とMD業務（ライセンス管理等）を目的に「未来計画株式会社」を設立。
  - 12月2日 - 前年に発売された『桃太郎伝説』の派生作品として、ファミコン用ソフト『桃太郎電鉄』を発売。以後シリーズ化。
  - 12月4日 - CD-ROMを媒体とした世界初のゲームソフト『No・Ri・Ko』『ファイティングストリート』を発売。
- 1989年（平成元年）
  - 3月31日 - コンピュータゲームにおける初のデジタルコミック『コブラ 黒竜王の伝説』を発売。
  - 6月30日 - CD-ROMを媒体とした世界初のRPG『天外魔境 ZIRIA』を発売。以後シリーズ化。
  - 10月2日 - 「桃太郎伝説」を題材にしたテレビアニメ『桃太郎伝説 PEACHBOY LEGEND』がテレビ東京系列他にて放送開始。
- 1990年（平成2年）
  - 8月 - ゲームボーイ用ソフトの開発・販売を開始。
  - 10月8日 - 「桃太郎伝説 PEACHBOY LEGEND」の続編である『PEACH COMMAND 新桃太郎伝説』がテレビ東京系列他にて放送開始。
- 1991年（平成3年）4月 - コンピュータプログラマー、デザイナーの養成を目的に「ハドソンコンピュータデザイナーズスクール株式会社[注釈 4]」を設立。
- 1992年（平成4年）
  - 1月 - スーパーファミコン用ソフト・周辺機器の開発・販売を開始。
  - 9月 - 札幌市南区、芸術の森アートビレッジ内に「ハドソン中央研究所（コア・テクノロジー事業部）」を設立。
  - 9月 - ハドソン創業20周年を記念し、中央研究所内に庶民の穴銭資料館「方泉處」を開設[27]。
- 1993年（平成5年）7月 - 世界初のハイビジョンゲーム『HI-TEN ボンバーマン』を開発、イベントに使用。
- 1994年（平成6年）
  - 3月 - 32ビット半導体チップセット「HuC62シリーズ」を開発。
  - 5月 - 創業者の弟・工藤浩が代表取締役社長に就任。
  - 12月 - NECホームエレクトロニクスと共同開発したゲーム機「PC-FX」が同社より発売される。
  - 12月 - PC-FX用ソフトの開発・販売を開始。
- 1996年（平成8年) 
  - コンサドーレ札幌のオフィシャルパートナー。
  - 5月18日[28] - CIロゴの表記を「HUDSON GROUP HUDSON SOFT」から「HUDSON」に変更。
  - 6月 - セガサターン用ソフト・周辺機器の開発・販売を開始。
- 1997年（平成9年) 
  - コンサドーレ札幌のオフィシャルパートナー撤退。
  - 2月 - ハドソンコンピュータデザイナーズスクール株式会社[注釈 4]を「株式会社フューチャービー」に商号変更。会社目的も未来の玩具の企画・デザイン及び販売、トレーディングショップの管理運営に変更。
  - 4月 - 東京都千代田区にあるサンポウ水道橋ビルの2階にパイロットショップ「フューチャービー」を開店。トレーディングカードを扱い、102名を収容可能な本格的なデュエルルームを備える[29]。フューチャービーの店舗は後に全国に展開される[30]。
  - 8月 - NINTENDO 64用ソフト・周辺機器の開発・販売を開始。
  - 11月 - PlayStation用ソフトの開発・販売を開始。
  - 12月 - 世界初の育成散歩計「てくてくエンジェル」を発売。
- 1998年（平成10年）
  - 2月7日 - 「ボンバーマン」とタカラ社の「ビーダマン」を題材としたテレビアニメ『Bビーダマン爆外伝』がテレビ朝日系列にて放送開始。
  - 3月 - 株式会社フューチャービーを「株式会社未来蜂歌留多商会」に商号変更。フューチャービーはパイロットショップの名前として存続[31]。
  - 5月 - 任天堂ゲーム機の開発環境整備等を目的に任天堂と合弁で「招布株式会社」を設立。
  - 12月18日 - 開発を手掛けたNINTENDO64用ソフト『マリオパーティ』が任天堂から発売される。以後シリーズ化。
- 1999年（平成11年）
  - 2月 - てくてくエンジェルが「日経産業新聞優秀賞」を受賞。
  - 2月7日 - 「Bビーダマン爆外伝」の続編である『Bビーダマン爆外伝V』がテレビ朝日系列にて放送開始。
  - 3月 - ドリームキャスト用ソフトの開発・販売を開始。
  - 5月 - 東京事業所、新宿区市谷田町から中央区築地に移転。
  - 5月29日 - 自社が著作権を保有する「ボンバーマン」「桃太郎」などのキャラクターイラストについて、教育関係及び福祉関係団体等の非営利目的での使用の場合の無償使用許可、同一目的用のキャラクター線画配布を朝日新聞紙面上で発表[32]。
- 2000年（平成12年）
  - 2月 - 保有していた未来計画株式会社の全株式を三菱商事に売却。
  - 3月 - 招布株式会社の第三者割当増資を引き受け、子会社化。
  - 3月 - 携帯電話「iモード」向けゲーム配信サービスを開始。
  - 7月～8月15日 - 「ボンバーマンシリーズ」とでんすけすいかのタイアップキャンペーンを実施。
  - 10月3日 - 次世代ゲーム機向けソフトの開発・販売を行なうための合弁会社の設立について、フランスのアンフォグラム社と合意[33]。
  - 11月 - アンフォグラム社と合弁で「アンフォグラムハドソン株式会社」を設立。
  - 12月 - 大証ナスダックジャパン・スタンダードに上場。
- 2001年（平成13年）
  - 1月 - iアプリ対応コンテンツサービスを開始。
  - 3月 - PlayStation 2用ソフトの開発・販売を開始。
  - 3月 - 富士通他4社とASP事業の本格展開に際し、ジェイビートゥビー株式会社の第三者割当増資を引受。
  - 3月 - ゲームボーイアドバンス用ソフトの開発・販売を開始。
  - 3月 - ゲームソフトの長期開発資金としてシンジケートローンを実施。
  - 5月 - CQハドソン閉店。
  - 5月 - 庶民の穴銭資料館「方泉處」を閉館[34]。
  - 8月 - コナミが第三者割当増資を引き受け筆頭株主となる。
  - 12月 - コナミコンピュータエンタテインメントの札幌事業を「ハドソンスタジオ」として分割、継承。企業体質強化及び収益の向上を図るため、組織を大幅に変更、社内カンパニー制を導入。
- 2002年（平成14年）
  - 1月 - 前年12月発売の『桃太郎電鉄X ～九州編もあるばい～』が発売1ヵ月で50万本を出荷。
  - 4月 - ニンテンドー ゲームキューブ用ソフトの開発・販売を開始。
  - 5月 - 株式会社イーブックイニシアティブジャパンと共同開発した、独自のフォーマット形式の電子書籍の閲覧ソフトウェア「ebi.BookReader」が同社よりリリースされる[24]。
  - 6月 - 台湾におけるiモードサービスを開始。
  - 6月 - 筑波大学の徳永隆治らと共同で開発した[21][22]独自の画像圧縮技術「HVQ」の提供により、株式会社イーブックイニシアティブジャパンと共に岩見沢市立図書館における岩波文庫電子書籍化サービスに参入。
  - 7月 - 中央研究所を「コア・テクノロジーセンター」に、東京事業所を東京支社に改称。
  - 8月 - CD-ROMコピー防止技術「ROOT」を日本ビクター（現・JVCケンウッド）と共同開発[23]。
  - 9月 - 当初の目的を達成・終了したため招布株式会社を清算。
  - 10月 - パソコン用地図ソフト「MaPiVi」を株式会社ゼンリンと共同開発[35]。
  - 10月2日 - 「ボンバーマン」を題材としたテレビアニメ『ボンバーマンジェッターズ』がテレビ東京系にて放送開始。
  - 12月 - 携帯電話用アクセサリー「チョ～！ワイドレンズ」（広角レンズ）を発売。
- 2003年（平成15年）
  - 10月14日 - 東京都台東区の妙泉寺に桃太郎シリーズの登場キャラクター「貧乏神」をモチーフとした「貧乏が去る（猿）像」を設置、10月14日以降一般公開される[36]。
  - 11月 - アメリカ・カリフォルニア州サンマテオに100%子会社「Hudson Entertainment, Inc.」を設立[注釈 6]。
- 2004年（平成16年）11月 - 遠藤英俊が代表取締役社長に就任。創業者である工藤兄弟が経営から退く。
- 2005年（平成17年）
  - 1月 - PlayStation Portable用ソフトの開発・販売を開始。
  - 4月 - 第三者割当増資をコナミ（後のコナミホールディングス）が引き受け、コナミの連結子会社となる。
  - 5月 - ハニービー音楽出版（連結子会社）を吸収合併。
  - 5月 - ニンテンドーDS用ソフトの開発・販売を開始。
  - 7月 - 本社を創業の地・札幌市豊平区から東京都中央区に移転する。
- 2006年（平成18年）
  - 3月 - 株式会社未来蜂歌留多商会（連結子会社）を清算。
  - 3月 - Xbox 360用ソフトの開発・販売を開始。
  - 8月4日～8日 - 「桃太郎電鉄シリーズ」と五所川原立佞武多がタイアップ。「桃太郎電鉄 立佞武多」が制作・運行された。
  - 12月 - Wii用ソフトの開発・販売を開始。
- 2007年（平成19年）
  - 4月 - 「桃太郎電鉄シリーズ」と銚子電鉄がタイアップ[37]。「桃太郎電鉄 ラッピング車両」が運行され、犬吠駅、仲ノ町駅、笠上黒生駅に同タイトルの登場キャラクターをモチーフとした「しあわせ三像」が設置された。
  - 6月 - 本社を東京都港区赤坂のミッドタウン・イーストに移転。
- 2008年（平成20年）
  - 3月 - 音楽レーベル「ハドソン・ミュージックエンタテインメント」を設立（2013年末までに清算）。
  - 3月19日 - Wii用ソフト『DECA SPORTA Wiiでスポーツ"10"種目！』を発売。以後シリーズ化。
  - 6月 - 石塚通弘（元KDE経営本部長）が代表取締役社長に就任。
- 2009年（平成21年） 
  - 4月 - 札幌支社を北海道本社に改称。
  - 5月 - 東京本社を赤坂ミッドタウン・タワーに移転。
- 2011年（平成23年） 
  - 3月末 - 完全子会社化に伴いアメリカにおける子会社「Hudson Entertainment, Inc.」を解散。
  - 4月1日 - コナミとの間で簡易株式交換を実施し、コナミの完全子会社となる。上原和彦（KDE執行役員）が代表取締役社長に就任する。
  - 5月 - 北海道本社を札幌事業所に改称。
  - 7月 - 東京本社、かつてあったミッドタウン・イーストに再移転。
- 2012年（平成24年） 3月1日 - コナミの「SNS分野におけるビジネスチャンス拡大に向け、コナミグループのデジタルエンタテインメント事業の中核会社であるKDEに経営資源を集中し、より一層の連携強化を図る」という方針に伴い[10]、KDEに吸収合併され、法人としてのハドソンが解散した[25]。
- 2014年（平成26年）1月1日 - ハドソンブランドの公式ホームページが消滅した。

## 社長の趣味と企業風土
ハドソンの社名の由来は、熱狂的な鉄道ファンでもあった創業者・工藤裕司が、国鉄C62形蒸気機関車のハドソン形という車軸配置から取ったものである。
工藤は大学在学中からサラリーマン時代にかけて、サイドビジネスとして自ら撮影した蒸気機関車の写真を販売しており、その際に用いていた社名も「グループハドソンプロダクション」だった。
工藤の鉄道趣味は留まることを知らず、社名のみならずハドソンの社内にも鉄道関連のトリビアが溢れていた。社長室には常時組み立て中の鉄道模型が置かれ、工藤がC62形の2号機が好きだったことから、本社の入口にもC62の部品の一部が飾られていた。また、会社の代表電話番号の末尾4桁は4622で、さらには郵便番号をC62にちなんだ「062」にするため、本社をわざわざ北海道札幌市豊平区に置くという独特の拘りぶりだった。また、かつて札幌芸術の森に隣接したアートビレッジにあったハドソン中央研究所（コア・テクノロジー事業部）の屋上にはライブスチームの線路が敷設され、専属のメカニックが配置されていたほか、研究所の大会議室ではテーブル中央に鉄道模型のジオラマが置かれC62の模型が走っていた。その模様はNHKスペシャル『新・電子立国』でも取り上げられた。
1988年から1995年までC62ニセコ号を運行していた北海道鉄道文化協議会（通称：鉄文協）ではスポンサーの一社を務めていた。C62運行のスポンサーが集まらず、鉄文協が「おたくの社名のハドソンというのは、C62の車軸配置の通称なんですよ。その縁で協力してもらえませんか?」と依頼したところ、そこで初めて工藤もC62好きであることを知り、二つ返事で協力に至ったという。
また、他の趣味として古銭の収集があり、社内に「東洋鋳造貨幣研究所」という古銭専門の研究所を設け、ハドソンの文化事業の一環として中央研究所の建物内に庶民の穴銭資料館「方泉處（ほうせんか）」という古銭博物館を開設していた他、博物館名と同じ「方泉處」という季刊の研究誌（1992年 - 1998年）も発行していたが、1990年代末に経営難に陥って以降はこれらの活動は順次的に廃止されていった。方泉處という名前は、展示の元になっていた工藤のコレクションの保管箱に付けられた名前「方穿貨（ほうせんか）」が由来となっている。
1980年代半ばのハドソン関係者が口々に言う「会社の自由な空気」は社員のみならず、社長自身もそれを体現していた。中でも1986年の社員旅行はバブル景気（バブル経済）の過度期であったこともあり、「ボーイング747を丸ごとチャーターしてハワイ旅行」という、一般企業ではあまり類のないものであった。高橋名人によれば「社員本人に加え家族も連れてきて良い」条件だったが、それでも人数は機体定員の半分（200人強）ほどだったため、航空会社からは「空席を一般販売させて欲しい」と申し入れがあったものの、社長が断ったという。
『迷宮組曲 ミロンの大冒険』を制作し、後に同社のサウンド部門のプロデューサーとなった笹川敏幸は「自由な空気」について「とっても些細なことに、とことんこだわってみる。究極までやりつくしてみる。」という遊び心があったと語っている。

## 社章・CIロゴ

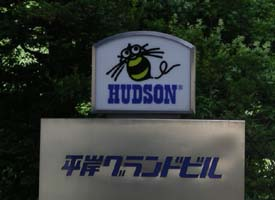
かつてハドソン本社のビルの看板に描かれていたハチ助

社章は蜂で、「ハチ助」とも呼ばれている。ハドソンのゲームソフトにボーナスキャラ・隠れキャラとして古くから数多く登場している。由来は、北海道のアマチュア無線のエリア番号が「8（はち）」であるため、同音である「蜂」を採用したと言われている。高橋名人によると当初は「CQハチ助」と呼ばれていた（これは高橋の勘違いであり、実際は「JA8スケ」である。理由は当時のアマチュア無線の北海道のコールサインがJA8で始まっていたことによるものである）。
1996年5月18日よりハドソンのCIロゴの表記が「HUDSON GROUP HUDSON SOFT」から「HUDSON」に変更された。高橋名人によるとその理由は「HUDSONのみの表記にすることで、全体的なCIロゴサイズを変更しなくてもハチ助を大きくレイアウト出来るから」だという。
2007年にはハチ助をモチーフとしたアーバンライフスタイルブランド「8SK（ハチスケ）」が立ち上げられ、Tシャツやキャップが公式サイトなどで販売されていた。

## ハドソン全国キャラバン
「ハドソン全国キャラバン」とは、ハドソンが国内大手の電子部品メーカーのTDKとの協賛で1985年から行っていたゲーム大会のこと。
最大の特徴は「キャラバン」の名にふさわしく、北海道から沖縄まで全国各地を巡業していた事である。各都道府県の政令指定都市にとどまらず、他の都市でも行われた。最大は第2回の40都道府県・65会場である。
- 1985年 - 1997年のキャラバンでは毎回「公式ソフト」としてハドソン製のゲームソフトが1本製作され、そのゲームを用いた大会が行われた。
- 1990年 - 1992年の3回は「ワールドカップ」として、会場を日本だけでなく海外にも拡大した。
- 1993年からは「ハドソンスーパーキャラバン」の題に改題された[48]。
- 1998年 - 2000年の3回はコンピュータゲームではなくカードゲームの大会が行われ、2000年をもっていったん「キャラバン」の名を冠したイベントは終了した。
- 2006年、「ハドソン全国キャラバン'06」で「キャラバン」の名が復活し、このときの公式ソフトにはニンテンドーDSの『Touch!ボンバーマンランド』の他、シュウォッチも使われた。

### 公式ソフト
- 1985年：スターフォース
- 1986年：スターソルジャー
- 1987年：ヘクター'87
- 1988年：パワーリーグ
- 1989年：ガンヘッド
- 1990年：スーパースターソルジャー
- 1991年：ファイナルソルジャー
- 1992年：ソルジャーブレイド
- 1993年：Hi-TENボンバーマン
- 1994年：Hi-TENキャラBOM
- 1995年：天外魔境ZERO[注釈 13]
- 1996年：サターンボンバーマン[注釈 14]
- 1997年：スーパービーダマン ファイティングフェニックス
- 2006年：Touch!ボンバーマンランド

### トレーディングカードゲーム
- 1998年：大貝獣物語 THE MIRACLE OF THE ZONE
- 1999年：大貝獣物語 THE MIRACLE OF THE ZONE 青の章
- 2000年：パワーリーグ 夢のスタジアム2000[49]

## 事業拠点

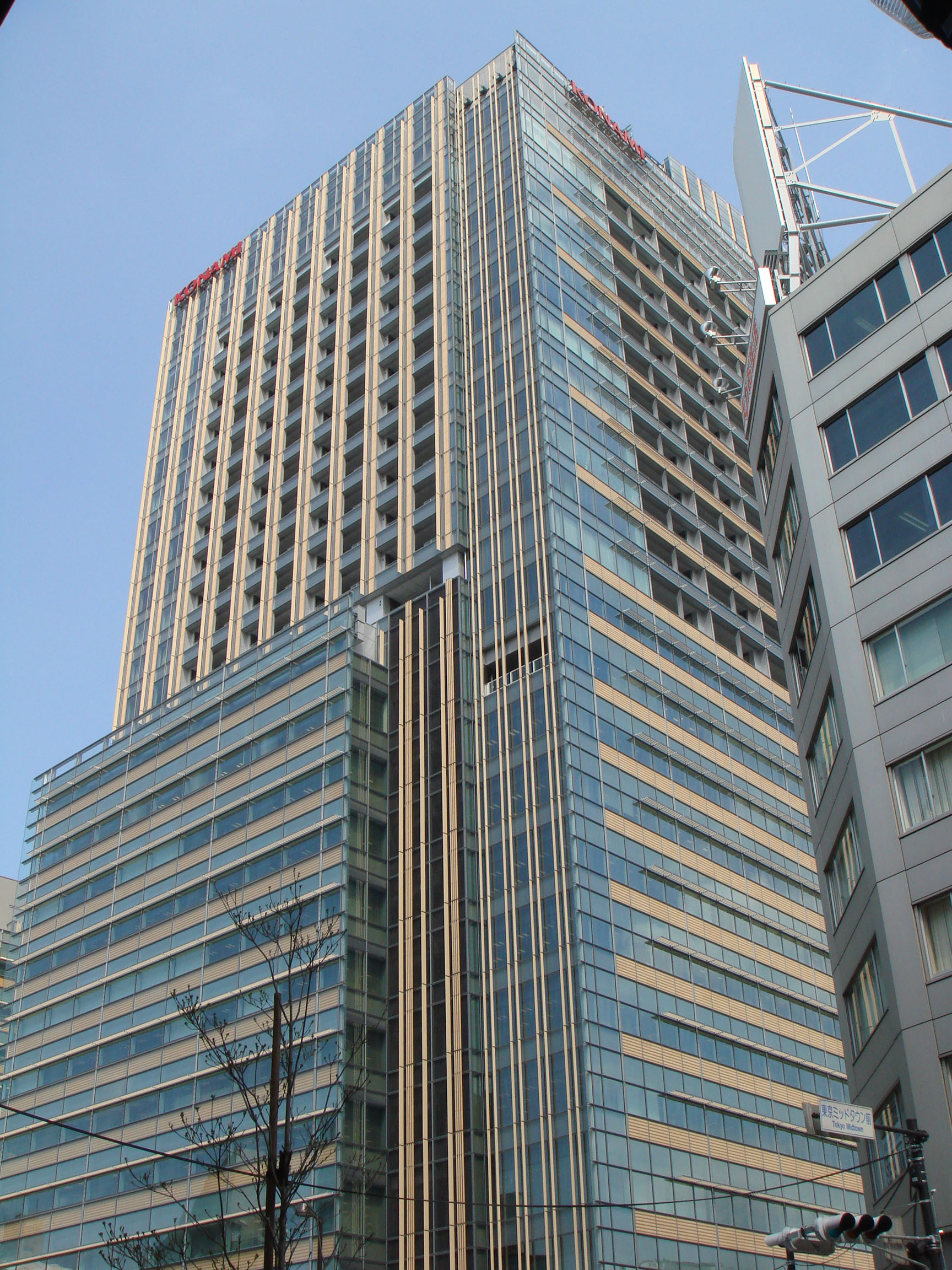
本社のあったミッドタウン・イースト

2009年4月から2011年4月末まで、2本社体制となっていた（登記上本店は東京本社）。かつては、大阪、名古屋、福岡等にも事業所を設置していた。新宿区市谷田町に札幌市時計台を模した東京支社ビルを擁していた時期もある。
- 本社

東京都港区赤坂9丁目7番2号 ミッドタウン・イースト
- 札幌事業所

札幌市豊平区平岸3条5丁目4番22号 ハドソンビル　（現・平岸グランドビル新館）
ハドソン創業の地であり、2005年に東京に本社を移転した時は札幌支社となるが、その時点で北海道にも拠点があったことから、2009年4月より北海道本社に改称。2011年5月からは札幌事業所に改称され、KDEへの吸収後も残ったが、2014年10月に閉鎖。

## 製品

### ハードウェア・デバイス
- HuC6202 VPC (Video Priority Controller) PCエンジンスーパーグラフィックスに搭載されているチップ
- HuC6230 音源チップ、HuC6280の波形メモリ音源部にADPCMを追加
- HuC6260 VCE (Video Color Encoder)
- HuC6261 ビデオ管理機能を持つ。HuC6260の次世代チップ
- HuC6270 VDC (Video Display Controller)
- HuC6271 Motion JPEGデコーダ
- HuC6272 メモリコントローラ
- HuC6280 高速の8bitCPU 6502互換のマイクロプロセッサと波形メモリ音源を搭載

これらは、HuC62シリーズとしてPCエンジンのチップセットとして使われた。
- POEMS(Portable Entertainment Mixed Solution) 32ビットシングルチップLSIで、動画表示、3D/3D描画エンジン、サウンドエンジン、拡張メモリインターフェイス、ネットワーク機能を搭載したSoC。採用例としては、コナミから発売されたPLAY-POEMS等が有る。

### パソコン用ソフトウェア
実用ソフト
- PALL CAI
- PALL LIFE
- DATA BASE
- QSO整理
- 株式売買
- アペンド10
- アペンド20
- RAM TEST
- テンキー&ファンクションキー
- 英会話レッスン
- 価値判断
- 金種計算
- 姓名判断
- 占星術

プログラミング言語、OS
- FORM(Tiny Fortran)
- PALL(Tiny PASCAL)
- GAL(ASCIIのGAMEの拡張版,クレームにて回収)
- Hu-BASIC(MZ,X1用のBASICインタープリタ、韓国三星のSPC-1000にも採用実績がある)
- Hu G-BASIC(グラフィック重視のBASIC)
- mini Hu BASICコンパイラ(整数型BASICコンパイラ)
- NS-Hu BASIC(ファミリーベーシックに内蔵された整数型BASICインタープリタ)
- HuCAL(簡易言語)
- HuVOICE(パソコンのPSGを使った音声発生ソフト)
- H-DOS

任天堂製ファミコンソフトの移植(アレンジ移植を含む)
- マリオブラザーズ スペシャル
- パンチボール マリオブラザーズ
- スーパーマリオブラザーズスペシャル
- アイスクライマー
- バルーンファイト
- エキサイトバイク
- 任天堂のゴルフ
- 任天堂のテニス
- ドンキーコング3

16ビットパソコン用ソフト
- Human68k シャープX68000用オペレーティングシステム (開発のみ)
- X-BASIC  シャープX68000用BASIC (開発のみ)
- パワーリーグ
- 桃太郎伝説
- 全略ハードディスク殿PC-9801 ハードディスクユーティリティー

ゲーム
- ポケットファミリー　幸せ家族計画
- 殿様ゲーム
- バリケード
- 水泳
- オセロ
- ブロッククズシ
- アニマルレッスン
- マージャン
- 陣取りゲーム
- さるも木から落ちる
- チェッカー
- ポーカー
- 月面着陸
- カンニング大作戦
- スクランブル
- モンタージュ
- スタートレック
- ボーリング
- スロットマシン
- 雀球
- 野球拳
- ブラックジャック
- スーパーゴルフ
- ハングマン
- D-DAY
- アルデバラン#1
- アルデバラン#2
- ヤシの実落し
- パチンコ
- ベースボール
- ダービー
- モンタージュ
- 医は算術なり
- 頭の体操No.1
- ビンゴ25
- ICBM迎撃作戦
- 将棋
- サメうちゲーム
- 大戦車突破作戦
- 夢のプロ野球
- リアルゴルフ
- エスケープ大作戦
- 戦国軍団
- めぐみちゃん三惑
- リバース
- 緊急発進
- スペースハンバーガー
- ベジタブルクラッシュ
- 来なさい!
- スーパーゴルフ2
- グルグル
- クレイジースパイ
- カエルシューター
- ミスターバタフライ
- ゾンビパニック
- スペーストラブル
- 爆弾男
- ガンマン
- サブマリンパニック
- 詰将棋
- アタックUFO
- 酒泥棒
- ぐしゃ
- キャノンボール
- ピラミッド・アドベンチャー
- ひつじや～い
- MJ-05
- HELP!
- 華麗な怪盗
- Justice Knight
- 明るい農園
- フィールドウォーズ
- スーパードアーズ
- バブルクンド1999
- スカイダイバー
- パワーフェイル
- スラローム
- ゼロファイター
- ミステリーマウンテン
- ヒヨコファイター
- 3びきの子ぶたの大冒険 STEP1
- 3びきの子ぶたの大冒険 STEP2
- 3びきの子ぶたの大冒険 STEP3
- ？ポリスドッグ
- キラーステーション
- イタサンドリアス
- ディッシュキャリア
- ファイヤーボール
- 雨の日は大忙し
- カラーボール
- STAR STREAM
- BEAN'S JACK
- シーボンバー
- ディメンジョナルウォーズ
- サブマリン・シューター
- めだかの兄妹
- スクウェアーガーデン
- ザ・スパイダー
- バイナリィランド
- ギャングマン
- THEえんま大王
- ディオーネ
- 忍者 影
- ねずみとり
- 暴走特急SOS
- マハリト
- ミミタン
- ローディボール
- アタックシーモンスター
- インディアンの冒険
- ゴルフ狂
- デゼニランド
- 三次元ボンバーマン
- ナッツ&ミルク
- 銀行強盗
- ファイヤーレスキュー
- サラダの国のトマト姫
- ジャン狂
- 花札狂
- 野球狂
- トランプ狂
- デゼニワールド
- タイムパラドックス
- ヒラニプラ

### 家庭用ゲーム機
日本電気ホームエレクトロニクス（NECホームエレクトロニクス）との共同開発。
- PCエンジン
  - PCエンジンシャトル
  - PCエンジンコアグラフィックス
  - PCエンジンコアグラフィックスII
  - PCエンジンGT
  - PCエンジンLT
- PCエンジンスーパーグラフィックス
- CD-ROM2
- SUPER CD-ROM2
- PCエンジンDuo
  - PCエンジンDuo-R
  - PCエンジンDuo-RX
- PC-FX

### ゲーム以外のゲーム機向けソフトウェア
- Hu-VIDEO - PCエンジン用アニメーション再生技術（動画圧縮技術）
- Hybrid Vector Quantization（HVQ） - 筑波大学の徳永隆治らと「マリオパーティシリーズ」のために共同開発した画像圧縮技術（画像圧縮エンジン）
- HVQM - 筑波大学の徳永隆治らと共同開発した動画圧縮技術（動画圧縮エンジン）

### 主な家庭用ゲーム作品（移植作品を含む）
- ボンバーマンシリーズ
- 桃太郎シリーズ（桃太郎伝説シリーズ・桃太郎電鉄シリーズ・桃太郎活劇・桃太郎電劇、桃太郎電劇2・桃太郎道中記）
- 天外魔境シリーズ
- DECA SPORTAシリーズ
- ブラッディロアシリーズ
- 原人シリーズ
- 高橋名人の冒険島シリーズ
- 銀河お嬢様伝説ユナシリーズ
- ダンジョンエクスプローラーシリーズ
- ネクタリスシリーズ
- パズルシリーズ
- コロリンパシリーズ
- ミロンのシリーズ（迷宮組曲 ミロンの大冒険・ドレミファンタジー ミロンのドキドキ大冒険等）
- ソルジャーシリーズ
- パワーシリーズ
- ニュートピアシリーズ
- エルファリアシリーズ
- 邪聖剣ネクロマンサーシリーズ
- 北へ。シリーズ
- ピノビィーのシリーズ（ピノビィーの大冒険・ピノビィー&フィービィー）
- アースライトシリーズ
- 大貝獣物語シリーズ
- ロボットポンコッツシリーズ
- ポケットファミリーGBシリーズ
- めざせ!!釣りマスターシリーズ
- Jリーグスーパーサッカーシリーズ
- ブルーオアシスシリーズ
- ロードランナーシリーズ
- イースシリーズ（PCエンジン）
- 鮫亀 (スーパーファミコン)を始めとした、さめがめのアレンジ移植
- ドラえもん（ファミリーコンピュータ）を始めとした、ドラえもんを題材とした作品群
- コブラ 黒竜王の伝説を始めとした、コブラを題材とした作品群
- 百物語〜ほんとにあった怖い話〜を始めとした、百物語を題材とした作品群
- 鬼神童子ZENKI 烈闘雷伝を始めとした、鬼神童子ZENKIを題材とした作品群
- 爆球連発!!スーパービーダマン (ゲーム)を始めとした、爆球連発!!スーパービーダマンを題材とした作品群
- ベイブレード 次世代ベーゴマバトルを始めとした、ベイブレードを題材とした作品群
- ボボボーボ・ボーボボ 爆闘ハジケ大戦を始めとした、ボボボーボ・ボーボボを題材とした作品群
- ナッツ&ミルク
- バンゲリング ベイ
- スターフォース
- プーヤン（ファミリーコンピュータ）
- チャレンジャー
- バイナリィランド
- 忍者ハットリくん
- ミッキーマウス 不思議の国の大冒険
- 高橋名人のBUGってハニー
- ヘクター'87
- ビックリマンワールド
- ファザナドゥ
- THE 功夫
- ビクトリーラン
- R-TYPEI・II（PCエンジン）
- サラダの国のトマト姫
- 亀の恩返し〜ウラシマ伝説〜
- ガンヘッド
- バトルエース
- 星霊狩り
- ビーボール
- クラックス（ファミリーコンピュータ・ゲームボーイ）
- ジャッキー・チェン
- オルディネス
- 時空戦記ムー
- 雷電 / SUPER雷電
- ゲート オブ サンダー
- コットン（PCエンジン）
- ウィンズ オブ サンダー
- 鋼 HAGANE（英語版）
- TEAM INNOCENT -The Point of No Return-
- バトルヒート
- 空想科学世界ガリバーボーイ
- 銀河婦警伝説サファイア
- 聖夜物語 AnEarth Fantasy Stories
- Jリーグ'96ドリームスタジアム
- ウィリーウォンバット
- バルクスラッシュ
- ウッチャンナンチャンの炎のチャレンジャー 電流イライラ棒
- b.l.u.e. Legend of water
- ゲッターラブ!! ちょー恋愛パーティーゲーム
- ウェルトオブ・イストリア
- ルーンジェイド
- ハテナサテナ
- ドリームミックスTV ワールドファイターズ
- 脳内覚醒ハニカムビート
- ウィングアイランド
- 絶対音感オトダマスター
- エイリアンクラッシュ・リターンズ[注釈 15]
- スパイダーライダーズ 〜転生の章〜[注釈 16]
- テトリスパーティ / テトリスパーティプレミアム
- はたらくヒト
- ヒミツの大奥
- CALLING 〜黒き着信〜
- 影の塔
- ハドソンベストコレクション
- PC Engine Best Collection
- 魔境伝説（開発の担当。発売はビクター音楽産業）
- マリオパーティシリーズ（『-DS』までの開発を担当。発売は任天堂）
- ソニックシャッフル（開発の担当。発売はセガ）
- 伝説のクイズ王決定戦（開発の担当。発売は任天堂）

### 周辺機器
ゲームコントローラー
- ハドソンジョイスティック（FC用、1985年、定価3,500円、黄色） - スティック型。
- ジョイカード（FC用、赤） - 色は、任天堂純正コントローラー色と同じ。連射コントローラー。
- ジョイカードMK.2（FC用、1986年6月、定価1,980円、赤） - 15連射コントローラー。
  - ジョイカードMK.2 ヘクター'87バージョン（1987年、1,980円）　
  - ジョイカードMK.2 サンスイバージョン1（1990年、定価2,980円）
  - ジョイカードMK.2 サンスイバージョン2（定価2,980円）
  - ジョイカード サンスイSSS（定価2,980円、灰色）

かつての音響機器メーカーであった山水電気の子会社・福島サンスイと共同開発した（1980年代当時）製品で、音量ボリュームとイヤホン出力端子を装備した15連射コントローラー。
独自開発のサウンドシフト機能を搭載した事により、十字キーの左右入力とステレオ音声のLRが連動して聞こえるため、臨場感のある独特なステレオサウンド（実質的にはテクニカル(擬似)ステレオ扱い）がモノラル出力のファミコンでも堪能出来る仕様になっている。
  - ジョイカードmkⅡ（透明色、非売品） -　Bugってハニーの懸賞品。ゲーム内のパスワードを応募。
- ジョイカード（MSX用） - 色は、灰色。
- ジョイカード スーパーX（MSX、X1、X68000用）
- ジョイカード スーパーII（MSX用）
- スーパージョイカード（SFC用、1991年、定価2,980円）
- ジョイカード64（N64用）
  - ジョイカード64 J（N64用、緑色） - Jリーグ イレブンビート1997の懸賞品。応募券を送ると抽選で1000名に当選。
  - ジョイカード64 P（N64用、青色） - パワーリーグ64の懸賞品。応募券を送ると抽選で1000名に当選。
- SBOMジョイカード（SS用）- 『サターンボンバーマン』、『銀河お嬢様伝説ユナ3』などに対応。

外部記憶装置
- 天の声バンク（PCE用、1991年9月6日、定価3,880円） - HuCARD型の外部記憶カード。
- 天の声2（PCE用、1989年8月8日、定価2,600円） - PCエンジン本体に接続する外部記憶ユニット。

メモリーカード・ソフトカード
- BEE CARD - カード型のメモリーカード。MSXで使用するには別途BEE PACKが必要。
- HuCARD - PCエンジン用メモリーカード。PCエンジン用ソフトメディアの主流がCD-ROMに移行するまではソフトとしても発売され、その後は周辺機器として（CD-ROM2用システムカード、アーケードカード、天の声バンクなど）のHuCARDも発売された。

その他
- ファミコンシステムラック（FC用、1,500円）

ファミコン本体とディスクシステムを固定するラック。

### その他の商品
- シュウォッチ
- ビースピ（Bee Spi） - ビーダマン（によって射出されたビー玉）やチョロQ、ミニ四駆用の速度測定器。通常の速度測定機能に加え、ラップタイム測定機能、時計機能も内蔵している。ハドソンによる販売終了後は、中村理科工業より理科教具「ビースピ」として販売されている[51]
- てくてくエンジェル
- てくてくエンジェルDue
- てくてくエンジェルPocket
- チョ～!ワイドレンズ - 携帯電話用広角レンズ
- ROOT - 日本ビクターと共同開発したCD-ROMのコピーガード技術
- MaPiVi - ゼンリンと共同開発したパソコン用地図ソフト。発売はゼンリン
- ebi.BookReader - 電子書籍閲覧ソフトウェア。リリースはイーブックイニシアティブジャパン

## 主な提供番組
（★は筆頭提供番組、それ以外は複数社提供）
- 日本テレビ系
  - Bugってハニー（1986年10月3日 - 1987年9月25日）★一社提供
  - DOKIドキDO!（1987年10月2日 - 1988年3月25日）★
  - 魔神英雄伝ワタル（途中でピープルに交代）★
  - 魔動王グランゾート
- テレビ朝日系
  - 藤子不二雄ワイド（1985年 - 1987年、『忍者ハットリくん』パート提供）
  - 時空戦士スピルバン
  - ボボボーボ・ボーボボ
  - ドラえもん
  - ビックリマンシリーズ
    - ビックリマン
    - 新ビックリマン

  - Bビーダマン爆外伝シリーズ
    - Bビーダマン爆外伝
    - Bビーダマン爆外伝V
- フジテレビ系
  - 空想科学世界ガリバーボーイ ★
  - ドラゴンボールZ
  - 藤子不二雄のキテレツ大百科★
- テレビ東京系
  - おはようスタジオ（提供時期不明）
  - ゲームバラエティ（高橋名人出演番組→PCエンジン宣伝番組）
    - 高橋名人の面白ランド（1986年10月7日 - 1987年9月29日）★
    - 冒険!テレビ遊び塾（1988年4月19日 - 9月20日）
    - さきどり!PC遊び塾（1988年10月4日 - 1989年3月21日）
    - 大竹まことのただいま!PCランド（1989年4月4日 - 1992年3月31日）
    - 聖PCハイスクール（1992年4月7日 - 9月29日）★
    - そのまんま東のバーチャル情報局（1992年10月6日 - 1993年7月6日）
    - そのまんま東のバーチャルZ（1993年7月13日 - 9月28日）

  - ボンバーマンジェッターズ★
  - アークエとガッチンポー
  - ネットゴーストPIPOPA
  - メタルファイト ベイブレードシリーズ
    - メタルファイト ベイブレード
    - メタルファイト ベイブレード爆

  - FAIRY TAIL （事実における最後の提供番組）
  - 桃太郎伝説シリーズ
    - 桃太郎伝説 PEACHBOY LEGEND（1989年10月2日 - 1990年10月1日）★
    - PEACH COMMAND 新桃太郎伝説（1990年10月8日 - 1991年4月1日）★

  - Dr.リンにきいてみて!
  - 爆走兄弟レッツ&ゴー!!
  - 炎の闘球児 ドッジ弾平
  - 鬼神童子ZENKI
  - 魁!!クロマティ高校
  - ぴたテン
  - ギャラクシーエンジェルA
- その他
  - 強殖装甲ガイバー（TVアニメ版）（WOWOW）

### 提供番組における補足
- 『藤子不二雄のキテレツ大百科』『Bugってハニー』などの筆頭提供番組での提供読みは「キミたちのいい脇役。HUDSON SOFT」で、クレジットは白バックに「提供」の文字の下にカラーの「ハチ助」が大きく表示され、その下に「キミたちのいい脇役になりたいな。（改行）HUDSON GROUP（改行）HUDSON SOFT」と表示されていた。但し、キテレツのみブルーバック。
- 『高橋名人の面白ランド』では映像をバックに黒の縁取りに白文字で「提供（改行、ハチ助、改行）HUDSON GROUP（改行）HUDSON SOFT」とだけ表示していた。
- 2005年の『強殖装甲ガイバー』にて、ゲーム販売には関わらないTVCMを放送し、提供読みはメインキャラクター4名[注釈 17]が担当していた。
- 晩年は、「HUDSON」の提供クレジット表示となっていた。但し、『ぴたテン』、『ギャラクシーエンジェルA』などの一部の番組は、「ハドソン」とカタカナの社名フォントの提供クレジット表示となっていた。
- 『メタルファイト ベイブレード』では、第2シリーズ（爆）までの提供に参加しており、第3シリーズ（4D）とZEROGでは提供には参加していなかった[注釈 18]。